# Die Liebenden von Basra

Die junge Frau bezirzt mit ihrer Schönheit. Gemälde von Jean-Léon Gérôme, 1873.

Die Liebenden von Basra ist eine pornografische Erzählung aus den Geschichten aus Tausendundeiner Nacht. In der Arabian Nights Encyclopedia wird sie als ANE 220 gelistet (→ Tausendundeine Nacht – Liste der Geschichten).

## Handlung
Eines Nachts vermochte der Kalif Harun al-Raschid nicht zu schlafen und er sandte nach al-Asma'i und Hussain al-Khali und bat sie ihm jeweils eine Geschichte zu berichten. Da begann Hussain zu erzählen:
Eines Tages begab er sich Mirbad, einem Stadtviertel am Westtor von Basra, wo die Karawanen Halt machten. Da erblickte er eine bildschöne junge Frau, deren Haut so weiß war, dass sie unter ihrem roten Gewand zu sehen war und den Blick auf wohlgeformte Brüste gleich Granatäpfeln und einen schlanken, schönen Wuchs freigab. Sie war von so perfekter Gestalt, dass die Dichterworte „Ein jeder Teil von ihren Reizen scheint als Abbild, drin die ganze Schönheit sich vereint“ zutrafen. Hussain ging auf sie zu und bat sie um Wasser und Speise, doch sie wies ihn von sich und klagte über unerfüllte Liebe zu einem Mann, der sie ablehnte. Hussain fragte das Mädchen über ihre Liebe zu dem Jüngling aus und sie berichtete, dass am Neujahrsfest sie mit einigen Mädchen aus Basra zusammensaß, darunter auch einer Sklavin aus dem Oman, die ein Mann namens Siran für achtzigtausend Dirham gekauft hatte. Diese Sklavin war in die junge Frau verliebt und fiel über sie leidenschaftlich her. Berauscht vom Trinkgelage wurde die junge Frau entblößt und in diesem Moment trat der Jüngling ein, den sie liebte. Zornig eilte er davon.
Nun gestand die junge Frau dem Hussain, dass sie seit drei Jahren sich bei dem Mann, den sie liebte, entschuldige, er sie aber nicht einmal anschaue. Hussain erklärte sich bereit dem Mädchen zu helfen sich mit dem jungen Mann – sein Name war Damra ibn al-Mughira – wieder zu vereinen. Das Mädchen schrieb ihm einen Brief und Hussain übergab ihm diesen, doch Damra wollte darauf nicht eingehen. Einige Tage später ging Hussain wieder zu ihrem Haus und fand dort Freunde des Damra vor, die die junge Frau drängten, zu ihm zurückzukehren, doch diesmal wies sie ihn zurück, auch als er ihr dreißigtausend Dinare schenkte. Später jedoch sah Hussain sie noch einmal wieder und diesmal hatte sie sich mit ihm vermählt.

## Hintergrund
Diese Geschichte ist in den ägyptischen Manuskripten und in den frühen Druckausgaben von Tausendundeine Nacht enthalten, mit Ausnahme der Breslauer Ausgabe. Für ihre Übersetzungen griffen Richard Francis Burton und Enno Littmann auf die Kalkutta-II-Edition zurück.
In der klassisch-arabischen Literatur führt Al-Itlidi (17. Jahrhundert) die Geschichte in seinem Werk I'lam al-Nas auf.

## Ausgaben
- Richard Francis Burton: Arabian Nights, Burton Club, 1900 (Erstausgabe 1885–1888), Band 7, S. 130–135.
- Enno Littmann: Die Erzählungen aus den tausendundein Nächten, Insel Verlag, Frankfurt 1968 (Erstausgabe 1922–1928), Band 3, S. 667–673.